# Bintang Meriah (Pancur Batu)
Bintang Meriah is een bestuurslaag in het regentschap Deli Serdang van de provincie Noord-Sumatra, Indonesië. Bintang Meriah telt 1141 inwoners (volkstelling 2010).